# Margarethenbrücke (Basel)

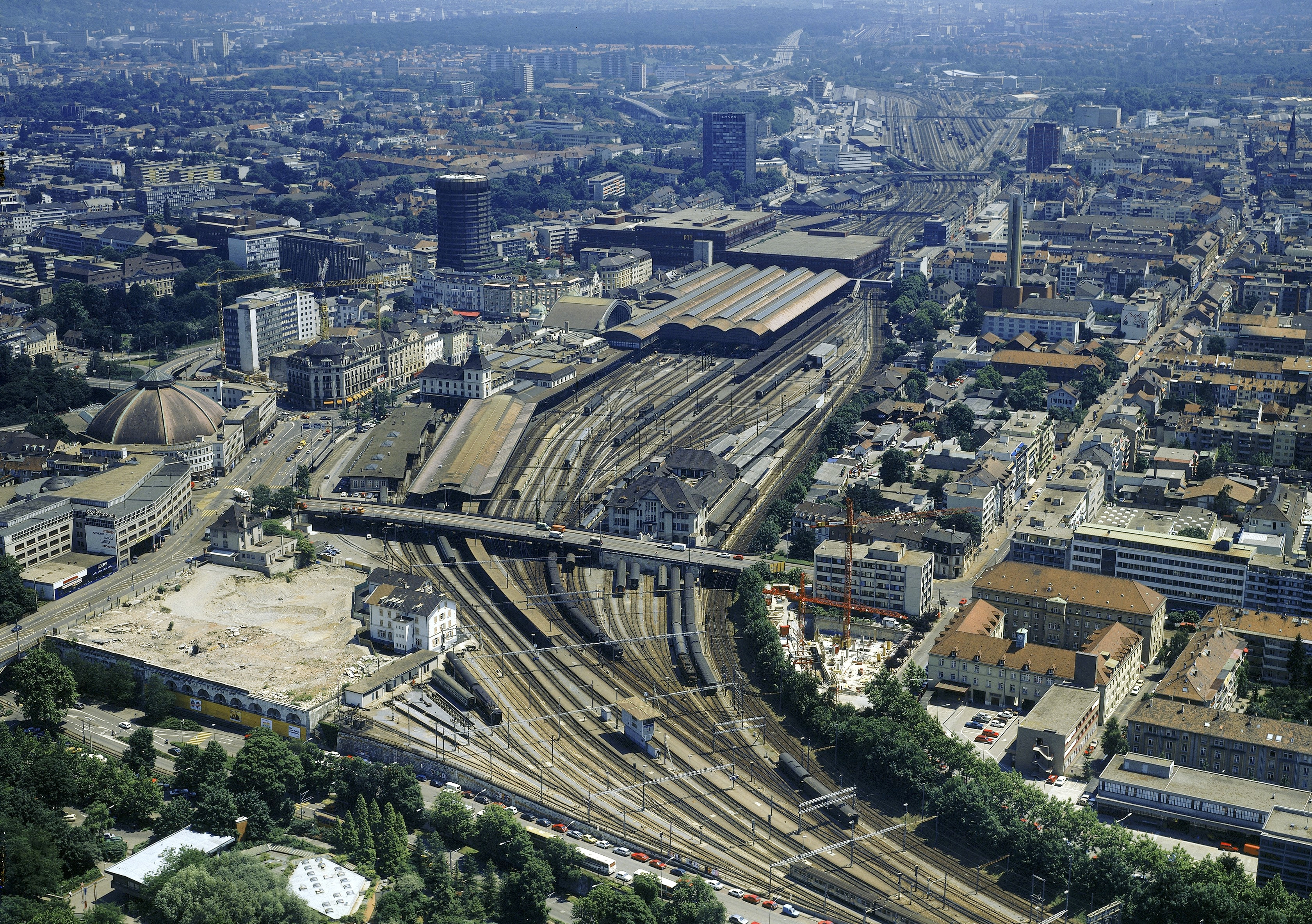
Die Margarethenbrücke über die Gleise des Bahnhofs Basel SBB, 1988

Die Margarethenbrücke ist eine innerstädtische Brücke in der Schweizer Stadt Basel.
Sie führt über die Gleise des Bahnhofs Basel SBB und verbindet den Stadtteil Gundeldingen mit den Vorstädten in Richtung Altstadt Grossbasel. Benannt ist sie nach der Anhöhe St. Margarethen, ebenso wie ihre beiderseits fortführenden Strassenverläufe Margarethenstrasse in südwestlicher Richtung und Innere Margarethenstrasse in nordöstlicher Richtung.

## Geschichte
Erbaut wurde die Brücke 1902, kurz nach der Münchensteinerbrücke (1900) und der Peter Merian-Brücke (1901), welche die drei wichtigsten Verbindungen zwischen den südlichen Stadtgebieten und der älteren Innenstadt bilden.
Die Margarethenbrücke musste wegen stark verschlechterter Statik und Einsturzgefahr per 1. Juli 2023 für Tram-, Bus- und Schwerverkehr gesperrt werden; der Individualverkehr war davon nicht betroffen. Sicherungsmassnahmen wurden bis im Herbst 2023 abgeschlossen, so dass eine umfassende Sanierung in Angriff genommen werden kann. Per 11. März 2024 wurde die Brücke für Trams freigegeben.